# Българи в Литва
Българите в Литва са малцинство в страната. Според преброяването на населението през 1989 година те са 237 души, или 0.006 % от населението.

### Преброявания на населението
Численост и дял на българите според преброяванията на населението през годините:
|      | Численост | %     |
| 1959 | 56        | 0.002 |
| 1970 | 113       | 0.003 |
| 1979 | 158       | 0.004 |
| 1989 | 237       | 0.006 |

## Организации
Според данни на ДАБЧ в Литва има 2 организации на българите – 2 дружества.

### Дружества
- град Вилнюс, Литовско-българско дружество „Янтра“ (от 1997 г.)[5]
- град Неменчине, Община на българите в Литва „Мадара“ (от 1999 г.)[5]